# Pirambeba
Der Pirambeba (Serrasalmus brandtii) ist eine Piranha-Art, die in tropischen Gewässern Südamerikas beheimatet ist. Auf Englisch wird er auch Lake Piranha, Brandtii Piranha, Green Piranha oder White Piranha, auf Portugiesisch Piranha Branca und auf Spanisch Caribito genannt.
Historisch wurde er als „Echter Pirambeba“ bezeichnet, als er 1870 erstmals von europäischen Entdeckern gesichtet wurde. In der Sprache der Tupí bedeutet „pira“ Fisch und „peba“ flach.

## Beschreibung
Der Pirambeba kann eine silberne bis goldene Färbung aufweisen, die je nach Gewässertyp auch leicht bräunlich sein kann. An seinen Flanken hat der Pirambeba silbrige stark irisierende Schuppen. Die Kopfform ist konkav. Die Flossen sind entweder durchscheinend oder in derselben Farbe wie der Körper. Während die Augen silberfarben sind, ist die Afterflosse meist rot und die Schwanzflosse dunkel oder mit einem schwarzen Saum gefärbt. Von anderen Serrasalmus-Arten unterscheidet er sich durch die Stellung seiner Afterflosse.
Die maximale Körperlänge beträgt 21 Zentimeter.

## Verbreitung
Der Pirambeba wurde aus dem Rio-São-Francisco-Becken in Nordostbrasilien beschrieben. Von dort ist nur eine weitere Sägesalmlerart, der Piraya, bekannt. Die bisher bekannte Hauptverbreitung liegt im Mittel- und Oberlauf sowie in Nebenflüssen, wie beispielsweise dem Rio Itapicurù, Rio Paraguia/Bahia und dem Rio Jequitai/Minas Gerais. Mittlerweile liegen aber auch Nachweise in anderen Gewässern vor.

## Lebensweise
Der Pirambeba bevorzugt warme Gewässer mit Temperaturen von 24 bis 30 °C und einem pH-Wert von 5,5 bis 7,5.
Der Pirambeba besitzt die typische Verhaltensweise, dass er vorüberschwimmenden Fischen aus einer Deckung auflauert und ihnen Teile ihrer Flossen abbeißt.
Untersuchungen zwischen Serrasalmus brandtii und Pygocentrus nattereri aus dem Viana See, einem Staubecken des Rio Pindaré im brasilianischen Bundesstaat Maranhão sollten die Ernährungsgewohnheiten beider Fischarten analysieren. Die Ergebnisse zeigten, dass Fisch gefolgt von pflanzlichem Material zu ihrer Hauptnahrung gehört. Beide Arten zeigen stark opportunistische Ernährungsgewohnheiten, welche von Alter und Körpergröße variieren.
Ein Vergleich der Arten Serrasalmus brandtii und Pygocentrus piraya zeigte, dass, obwohl sich beide Arten überwiegend von Fisch, Fischflossen und Krebstieren ernähren, der Pirambeba gegenüber dem Piraya die größere Plastizität in seinen Ernährungsgewohnheiten besitzt.
Die Fische halten sich je nach Lebensalter in unterschiedlichen Gruppen auf, wobei Jungfische größere Schwärme bilden können.

## Beziehung zu Menschen
In Aquarien wurde beobachtet, dass er im Laufe der Gefangenschaft die natürliche Scheu vor Menschen ablegen kann und situationsbedingt in einigen Fällen ein aggressives Verhalten zeigt.
In einigen Stauseen, wie z. B. der Lagoa de Prata in Pirapetinga/Minas Gerais oder dem Lago de Roseiras, ist es zu leichten Beißattacken auf Badende gekommen, welche Gelegen zu nahe kamen. Der Pirambeba zeigt einen starken Brutpflegeinstinkt und wehrt daher sämtliche Bedrohungen von vermeintlichen Fressfeinden und Bruträubern ab. Die Bisse der Fische sind nicht tödlich, führen aber aufgrund ihrer scharfen Zähne zu kraterrunden und schlecht heilenden Verletzungen.

## Nutzen
Der Pirambeba wird regional beangelt und als Aquarienfisch exportiert. Als Zierfisch ist er für Gesellschaftsaquarien ungeeignet, da er die Flossen anderer Fische abbeißt. Aufgrund seines geographisch sehr begrenzten Verbreitungsgebietes kommt der Fisch allerdings relativ selten in den Handel. Indios konsumieren nur ihn nur selten, da er viele Gräten besitzt und im Verhältnis zum Körper nur wenig Fleisch aufweist. Da er oft ein aggressives Verhalten zeigt und die im Wasser aufgebahrten Leichen verzehrt, gilt es bei einigen Indiostämmen als Tabu, ihn zu essen.